# Liste der Bodendenkmäler in Aschheim
Auf dieser Seite sind die Bodendenkmäler in der oberbayerischen Gemeinde Aschheim zusammengestellt. Diese Tabelle ist eine Teilliste der Liste der Bodendenkmäler in Bayern. Grundlage ist die Bayerische Denkmalliste, die auf Basis des Bayerischen Denkmalschutzgesetzes vom 1. Oktober 1973 erstmals erstellt wurde und seither durch das Bayerische Landesamt für Denkmalpflege geführt wird. Die folgenden Angaben ersetzen nicht die rechtsverbindliche Auskunft der Denkmalschutzbehörde.

## Bodendenkmäler der Gemeinde

### Bodendenkmäler im Ortsteil Aschheim
| Lage                             | Objekt | Akten-Nr.     | Bild |
| -------------------------------- | --- | ------------- | ---- |
| Aschheim (Standort)              | Siedlung vor- und frühgeschichtlicher Zeitstellung. | D-1-7736-0029 |      |
| Aschheim (Standort)              | Siedlung vor- und frühgeschichtlicher Zeitstellung. | D-1-7836-0165 |      |
| Aschheim (Standort)              | Siedlung vor- und frühgeschichtlicher Zeitstellung. | D-1-7836-0166 |      |
| Aschheim (Standort)              | Siedlung vor- und frühgeschichtlicher Zeitstellung. | D-1-7836-0184 |      |
| Aschheim (Standort)              | Siedlung vor- und frühgeschichtlicher Zeitstellung. | D-1-7836-0270 |      |
| Aschheim (Standort)              | Siedlung der römischen Kaiserzeit. | D-1-7836-0271 |      |
| Aschheim (Standort)              | Kreisgräben und Körpergräber vor- und frühgeschichtlicher Zeitstellung. | D-1-7836-0273 |      |
| Aschheim (Standort)              | Siedlung, Körpergräber und Kreisgraben vor- und frühgeschichtlicher Zeitstellung. | D-1-7836-0275 |      |
| Aschheim (Standort)              | Körpergräber des Endneolithikums (Schnurkeramik, Glockenbecherkultur) und der mittleren Latènezeit sowie Siedlung der Bronzezeit, der Hallstattzeit und der Latènezeit. | D-1-7836-0288 |      |
| Aschheim (Standort)              | Siedlung vor- und frühgeschichtlicher Zeitstellung, unter anderem der Bronzezeit und der Latènezeit, sowie Körpergräber der mittleren Latènezeit. | D-1-7836-0289 |      |
| Aschheim (Standort)              | Siedlung vorgeschichtlicher Zeitstellung und Bestattungsplatz mit Grabgarten der späten Latènezeit. | D-1-7836-0297 |      |
| Aschheim (Standort)              | Siedlung vor- und frühgeschichtlicher Zeitstellung. | D-1-7836-0298 |      |
| Aschheim (Standort)              | Siedlung mit Grabenwerk vor- und frühgeschichtlicher Zeitstellung. | D-1-7836-0299 |      |
| Aschheim (Standort)              | Siedlung vor- und frühgeschichtlicher Zeitstellung, unter anderem der Bronzezeit. | D-1-7836-0305 |      |
| Aschheim (Standort)              | Verebnete Grabhügel vorgeschichtlicher Zeitstellung. Siehe auch: Hügelgrab | D-1-7836-0314 |      |
| Aschheim (Standort)              | Bestattungsplatz mit Kreisgräben vorgeschichtlicher Zeitstellung. | D-1-7836-0315 |      |
| Aschheim (Standort)              | Siedlung der späten Latènezeit. | D-1-7836-0335 |      |
| Aschheim (Standort)              | Siedlung der späten Latènezeit, der mittleren römischen Kaiserzeit sowie des frühen Mittelalters. | D-1-7836-0339 |      |
| Aschheim (Standort)              | Siedlung der Bronzezeit und des frühen Mittelalters. | D-1-7836-0345 |      |
| Aschheim (Standort)              | Körpergräber des Endneolithikums (Schnurkeramik) sowie Siedlung der späten Bronzezeit, der Urnenfelderzeit und der späten Latènezeit. | D-1-7836-0347 |      |
| Aschheim (Standort)              | Reihengräberfeld des frühen Mittelalters. | D-1-7836-0351 |      |
| Aschheim (Standort)              | Siedlung der frühen und mittleren römischen Kaiserzeit. | D-1-7836-0352 |      |
| Aschheim Kirchenweg 1 (Standort) | Pfarrkirche St. Peter und Paul Untertägige mittelalterliche und frühneuzeitliche Befunde im Bereich der Katholischen Pfarrkirche St. Peter und Paul in Aschheim und ihrer Vorgängerbauten mit zugehörigem Kirchhof und Körpergräbern des frühen Mittelalters.                                                                                    | D-1-7836-0365 |      |
| Aschheim (Standort)              | Siedlung der frühen und mittleren Bronzezeit, der Urnenfelderzeit, der Hallstattzeit und der Latènezeit, zudem Körpergräber der frühen und mittleren Bronzezeit, Brandgräber der Urnenfelderzeit und Bestattungsplatz mit Kreisgräben und Körpergräbern vorgeschichtlicher Zeitstellung sowie Siedlung mit Hofgrablegen des frühen Mittelalters. | D-1-7836-0377 |      |
| Aschheim (Standort)              | Siedlung der Bronzezeit und der Urnenfelderzeit, der Hallstattzeit, der Latènezeit, der römischen Kaiserzeit und des frühen Mittelalters sowie Körpergräber der mittleren Latènezeit, der späten römischen Kaiserzeit und des frühen Mittelalters.                                                                                               | D-1-7836-0385 |      |
| Aschheim (Standort)              | Siedlung des frühen Mittelalters. | D-1-7836-0389 |      |
| Aschheim (Standort)              | Villa rustica der mittleren und späten römischen Kaiserzeit und Siedlung des frühen Mittelalters sowie Körpergräber der frühen Bronzezeit, der frühen römischen Kaiserzeit und des frühen Mittelalters. | D-1-7836-0393 |      |
| Aschheim (Standort)              | Siedlung des hohen und späten Mittelalters. | D-1-7836-0435 |      |
| Aschheim (Standort)              | Siedlung der frühen römischen Kaiserzeit. | D-1-7836-0500 |      |
| Aschheim (Standort)              | Siedlung vor- und frühgeschichtlicher Zeitstellung. | D-1-7836-0517 |      |
| Aschheim (Standort)              | Siedlung vor- und frühgeschichtlicher Zeitstellung, unter anderem der späten Latènezeit. | D-1-7836-0518 |      |
| Aschheim (Standort)              | Grabhügel vorgeschichtlicher Zeitstellung. | D-1-7836-0552 |      |
| Aschheim (Standort)              | Siedlung der Bronzezeit. | D-1-7836-0555 |      |

### Bodendenkmäler im Ortsteil Dornach
| Lage                                     | Objekt | Akten-Nr.     | Bild           |
| ---------------------------------------- | --- | ------------- | -------------- |
| Dornach (Standort)                       | Siedlung vor- und frühgeschichtlicher Zeitstellung. | D-1-7836-0303 |                |
| Dornach (Standort)                       | Siedlung und Kreisgraben vor- und frühgeschichtlicher Zeitstellung. | D-1-7836-0313 |                |
| Dornach (Standort)                       | Siedlung vor- und frühgeschichtlicher Zeitstellung. | D-1-7836-0316 |                |
| Dornach (Standort)                       | Siedlung der Bronzezeit und der Urnenfelderzeit, Bestattungsplatz mit Kreisgräben vorgeschichtlicher Zeitstellung, Siedlung mit Körper- und Brandgräbern der mittleren und späten Latènezeit sowie Siedlung des frühen Mittelalters. | D-1-7836-0361 |                |
| Dornach (Standort)                       | Siedlung der Bronzezeit, Brandgräber und Kreisgräben der Urnenfelderzeit sowie Siedlung vor- und frühgeschichtlicher Zeitstellung.                                                                                                   | D-1-7836-0364 |                |
| Dornach (Standort)                       | Siedlung und Körpergräber der Latènezeit sowie Siedlung, verebnete Grabhügel und Bestattungsplatz mit Kreisgräben vorgeschichtlicher Zeitstellung.                                                                                   | D-1-7836-0369 |                |
| Dornach Erdinger Landstraße 7 (Standort) | Filialkirche St. Margareta Untertägige mittelalterliche und frühneuzeitliche Befunde im Bereich der Katholischen Filialkirche St. Margareth in Dornach und ihrer Vorgängerbauten.                                                    | D-1-7836-0503 | weitere Bilder |

### Bodendenkmäler im Ortsteil Feldkirchen
| Lage                   | Objekt | Akten-Nr.     | Bild |
| ---------------------- | --- | ------------- | ---- |
| Feldkirchen (Standort) | Körpergräber der mittleren Bronzezeit, Körper- und Brandgräber der späten römischen Kaiserzeit sowie Siedlung vor- und frühgeschichtlicher Zeitstellung. | D-1-7836-0280 |      |
| Feldkirchen (Standort) | Brandgräber der Hallstattzeit und Siedlung vor- und frühgeschichtlicher Zeitstellung, unter anderem der Bronzezeit.                                      | D-1-7836-0440 |      |